# Поспелиха (старая, Алтайский край)
Поспе́лиха — упразднённое село в Поспелихинском районе Алтайского края. На момент упразднения входило в состав сельского поселения Мамонтовского сельсовета. Исключено из учётных данных в 2001 году. Малая родина Героя Советского Союза М. П. Фролова

## География
Находилось в 3 километрах к юго-западу от районного центра — села Поспелиха, недалеко от места впадения реки Поспелихи в реку Алей.

## История
Село образовано в 1748 году указом Колывано-Воскресенского горного начальства. С 1763 года относилось к Красноярской слободе, с мужским населением 92 человека. С 1795 года стало относиться к Колыванской волости Змеиногорского уезда Томской губернии, с мужским населением 194 человека, а с 1858 года — к Ново-Алейской волости, с мужским населением 312 человек.
К началу XX века село стало волостным центром Поспелихинской волости Змеиногорского уезда Томской (с 1917 — Алтайской) губернии с мужским населением более двух тысяч и в 688 дворов.
В 1904 году в селе была построена церковь.
К началу Первой мировой войны в селе были хлебозапасный магазин, церковно-приходское училище, пять торговых лавок, «казённая винная лавка», маслодельный завод.
После постройки в 1916 году в нескольких километрах железнодорожной станции Поспелиха общественная жизнь стала перемещаться на станцию, и в 1924 году уже станция Поспелиха стала районным центром. Село (отнесённое в рамках административной реформы 1924-25 годов в состав Поспелихинского района Сибирского края) понемногу стало пустеть.
В 1928 году село Поспелиха состояло из 704 хозяйств. В административном отношении являлся центром Поспелихинского сельсовета Поспелихинского района Рубцовского округа Сибирского края.
В 2001 году село Поспелиха как населённый пункт было снято с учётных данных.

## Населения
По данным на 1926 г. в селе проживало 3451 человек (1646 мужчин и 1805 женщин), в основном — русские.

## Известные уроженцы, жители
14 (27) сентября 1916 года в крестьянской семье в селе Поспелиха Поспелихинской волости Змеиногорского уезда Томской губернии родился Михаи́л Па́влович Фроло́в (1916—1991), участник Великой Отечественной войны, Герой Советского Союза (1944).